# ATJ Širokobriješka Kažnjenička bojna HVO
Kažnjenička bojna (puni naziv: Antiteroristička jedinica Širokobriješka kažnjenička bojna Hrvatskog vijeća obrane) je naziv bojne Hrvatskog vijeća obrane tijekom rata u Bosni i Hercegovini.

## Povijest
Kažnjeničku bojnu osnovala su 15. lipnja 1991. četvorica hrvatskih emigranata: Mladen Naletilić Tuta, Ludvig Pavlović, Ivan Andabak i Ivan Tolić. Glavni stožer Kažnjeničke bojne nalazio se u Širokom Brijegu, zapovjednik je bio Naletilić, a jedinica je u početku imala stotinjak ljudi. Pripadnici Kažnjeničke bojne su se 1991. borili u Hrvatskoj protiv JNA i paravojnih srpskih snaga kao dobrovoljna jedinica da bi se početkom 1992. prebacili u BiH i ušli u sastav HVO-a. Jedinica je bila pod izravnim zapovjedništvom Glavnog stožera HVO-a.
U lipnju 1992. Kažnjenička bojna je sudjelovala u Operaciji Lipanjske zore gdje se istakla pri oslobađanju Mostara koje je trajalo od 11. do 26. lipnja 1992., kada je Kažnjenička bojna, potpomognuta topništvom i drugim jedinicama HVO-a, odgurnula Vojsku RS-a iz Mostara prema Nevesinju. U operaciji su oslobođeni i ostali krajevi dolina Neretve. Na prijelazu iz 1992. i 1993. u vrijeme Bošnjačko-hrvatskog sukoba, Kažnjenička bojna sudjeluje i u borbama protiv Armije RBiH
U vrijeme sukoba s muslimanima dolazi i do formiranja dvije jedinice unutar bojne, ATJ Benko Penavić i ATJ Vinko Škrobo. Ove dvije jedinice bile su sastavljene uglavnom od osoba koje su se nalazile u kaznenim evidencijama MUP-a. U travnju 1993. ove dvije jedinice sudjelovale su u pljačkanju imovine iz napuštenih kuća u Mostaru, a posjedovale su i privatne zatvorenike gdje su zatvorenici obavljali poslove u korist pripadnika jedinica ili za jedinice. Pripadnici ovih dviju jedinica izvršili su 40 % kriminalnih djela u vrijeme sukoba s Bošnjacima. Osim osoba s kriminalnim dosjeom, ovu jedinice činili su i strani državljani, bivši pripadnici Hrvatske vojske, ali i maloljetnici.
Nakon izbijanja bošnjačko-hrvatskog sukoba na području Hercegovine, snage HVO-a, među kojima i Kažnjenička bojna, pod zapovjedništvom Mladena Naletilića, 17. travnja 1993. godine napadaju sela Soviće i Doljane te provode nasilno preseljenje muslimanskog stanovništva. Od 9. svibnja 1993. godine, pripadnici Kažnjeničke bojne zajedno s ostalim snagama HVO-a sudjelovali su u sukobima s postrojbama Armije Bosne i Hercegovine na području Mostara te višemjesečnoj opsadi istočnog dijela grada uz intenzivno granatiranje i sprječavanje dopreme humanitarne pomoći i namirnica.[nedostaje izvor]
Potkraj prosinca 1993. godine Kažnjenička bojna ušla je u sastav 2. gardijske brigade HVO-a. 
U siječnju 1994. angažirana je u borbama protiv Armije RBiH na uskopaljsko-ramskoj bojišnici.
O Kažnjeničkoj bojni su napisane dvije pjesme: "Čuvaj Tuta Mostar" i "Kažnjenička bojna Tutina".

## Ogranci Kažnjeničke bojne
- ATJ Širokobriješka Kažnjenička bojna HVO – Baja Kraljević Mostar
- ATJ Širokobriješka Kažnjenička bojna HVO – Benko Penavić Mostar
- ATJ Širokobriješka Kažnjenička bojna HVO – Boka Barbarić Široki Brijeg
- ATJ Širokobriješka Kažnjenička bojna HVO – Goran Spajić Grude
- ATJ Širokobriješka Kažnjenička bojna HVO – Marinko Marušić Inženjerija Herceg-Bosne
- ATJ Širokobriješka Kažnjenička bojna HVO – Martin Bebek Čapljina
- ATJ Širokobriješka Kažnjenička bojna HVO – Miljenko Bašić Posušje
- ATJ Širokobriješka Kažnjenička bojna HVO – Široki Brijeg
- ATJ Širokobriješka Kažnjenička bojna HVO – Stanko Zlomislić Rakitno
- ATJ Širokobriješka Kažnjenička bojna HVO – Vinko Škrobo Mostar
- ATJ Širokobriješka Kažnjenička bojna HVO – Želja Bošnjak Ljubuški